# Camille Claris
Pour les articles homonymes, voir Claris (homonymie).
Camille Claris est une actrice française, née le 21 juillet 1991.
Elle est connue pour ses rôles dans plusieurs séries dont 1788... et demi, Clash ou Vortex. 
 Elle fait ses premiers pas au cinéma dans Macadam Baby, sorti en 2014.

## Biographie
Elle a suivi des cours à l'École Claude Mathieu et les cours Florent.
En 2014, elle crée, avec Sarah Horoks et Martin Karmann, la Compagnie de la Troupe du Collectif (C.T.C.).

## Filmographie
Sauf indication contraire, les informations mentionnées dans cette section peuvent être confirmées par les bases de données cinématographiques IMDb et Allociné,  présentes dans la section « Liens externes ».

### Télévision
- 2009-2012 : Drôle de famille !, série créée par Marie-Luce David et Laurence Gall : Virginie
- 2010 : 1788... et demi, série créée par Martine Moriconi et Sylvain Saada : Charlotte de Saint-Azur
- 2011 : Doc Martin, saison 1, épisode Amour de jeunesse réalisé par Arnaud Sélignac : Mélanie
- 2012 : Clash, série réalisée par Pascal Lahmani
- 2013 : Tiger Lily, 4 femmes dans la vie, série créée par Négar Djavadi et réalisée par Benoît Cohen : Muriel à 20 ans
- 2014 : Falco, épisode Au clair de la lune réalisé par Marwen Abdallah : Gaëlle Quilleré
- 2014 : Nina, saison 1, épisode La rentrée, réalisé par Nicolas Picard-Dreyfuss : Chloé
- 2015 : On se retrouvera de Joyce Buñuel : Christiane (à 20 ans)
- 2016 : Joséphine, ange gardien, épisode La Parenthèse enchantée, réalisé par Philippe Proteau : Sandra
- 2016 : Instinct, épisode L'Échange, réalisé par Marwen Abdallah : la jeune mariée
- 2017 : Les Petits Meurtres d'Agatha Christie, épisode Crimes haute couture : Patricia Nollet
- 2017 : Je voulais juste rentrer chez moi d'Yves Rénier : Roxanne Essartier
- 2018 : Caïn, épisode Sur les quais réalisé par Bertrand Arthuys : Morgane Barbazin
- 2018 : Les Emmerdeurs, série créée par Vladimir Rodionov, Valentin Vincent et Julien Rizzo : Lorraine
- 2019 : L'Effondrement, épisode L'Émission réalisé par Guillaume Desjardins, Jérémy Bernard et Bastien Ughetto : lanceuse d'alerte
- 2021 : Escape, mini-série de Stefan Carlod et Valentin Vincent : Pauline
- 2022 : Vortex de Slimane-Baptiste Berhoun : Mélanie
- 2023 : Meurtres à Bayeux de Kamir Aïnouz : Mathilde
- 2024 : La Fulgurée de Didier Bivel : Lucie Carrera

### Cinéma

#### Longs métrages
- 2013 : Macadam Baby de Patrick Bossard : Julie
- 2014 : Respire de Mélanie Laurent : Delphine
- 2016 : Les Étoiles restantes de Loïc Paillard : Manon
- 2019 : Mon bébé de Lisa Azuelos : Lola
- 2019 : La Dernière Vie de Simon de Léo Karmann : Madeleine
- 2021 : Mystère à Saint-Tropez de Nicolas Benamou : Peggy
- 2022 : Le Tourbillon de la vie d'Olivier Treiner : Claire Schönberg

#### Courts métrages
- 2009 : En douce de Vanessa Lépinard : Cécile
- 2013 : Social Butterfly de Lauren Wolkstein : Chloé
- 2014 : Après la nuit de Philippe de Monts : Elsa
- 2014 : Chevaline de Matthew Ross Fennell : Aurélie
- 2015 : À la folie pas du tout d'Éric Borg
- 2015 : Wei or Die de Simon Bouisson : Clarisse
- 2016 : White-spirit de Julie Voisin : Paris
- 2016 : À demi-mots de Tom Gallat : Julie
- 2016 : From San Francisco with Love de Yohann Kouam : Charlotte
- 2018 : Tom X d'Arthur Barrow : Emma Foxx
- 2018 : Accord parental de Benjamin Belloir : Clémentine
- 2019 : À l'eau mon amour de Margaux Vallé : Jeanne
- 2020 : Derrière la porte de Julien Pestel : Chloé
- 2022 : L' Arène de Raphaël Personnaz : Camille Pariès

## Théâtre
- 2015 : Le Quai d'Élie Triffault, mise en scène Élie Triffault
- 2017 : Roméo et Juliette d'après William Shakespeare, mise en scène Anthony Magnier

## Musique
- 2018 : elle interprète la chanson Butterfly d'Arno Alyvan dans la bande originale de la saison 6 de Caïn où elle joue également.

## Distinctions
- Festival du film de Cabourg 2009 : Prix d'interprétation féminine pour son rôle dans En douce[3]
- Festival Séries Mania 2012 : Prix de la meilleure actrice dans une série française pour son rôle dans Clash